# 学校法人名古屋安達学園
学校法人名古屋安達学園（がっこうほうじんなごやあだちがくえん）は、かつて存在した学校法人。愛知県名古屋市中区に本部を置いていた。2017年3月31日、学校法人東京安達学園（現：学校法人21世紀アカデメイア）に合併され解散。

## 沿革
- 1968年（昭和43年）4月 - 東京デザイナー学院中日ビル校と東京写真専門学院中日ビル校を開校。
- 1977年（昭和52年）4月 - 東京デザイナー学院中日ビル校は東京デザイナー学院名古屋校に東京写真専門学院中日ビル校は東京写真専門学校名古屋校にそれぞれ改称。専修学校の認可を受ける。
- 1983年（昭和58年）4月 - 学校法人の認可を受ける。
- 1984年（昭和59年）4月 - 専門学校名古屋スクール・オブ・ビジネスを開校。
- 1991年（平成3年）4月 - 名古屋観光専門学校が開校。
- 1994年（平成6年）4月 - 東京写真専門学校名古屋校は専門学校名古屋ビジュアルアーツに改称。
- 2002年（平成14年）4月 - 東京デザイナー学院名古屋校は名古屋デザイナー学院に改称。
- 2017年（平成29年）3月 - 学校法人東京安達学園に合併され解散。

## 設置校
- 専門学校名古屋デザイナー学院
- 専門学校名古屋ビジュアルアーツ
- 専門学校名古屋スクール・オブ・ビジネス
- 名古屋観光専門学校

## 安達学園グループ
- 東京安達学園
  - 専門学校東京デザイナー学院
  - 専門学校東京ビジュアルアーツ
  - 専門学校東京スクール・オブ・ビジネス
  - 東京観光専門学校
  - 専門学校東京ネットウエイブ
- 大阪安達学園
  - 大阪デザイナー専門学校
  - 神戸デザイナー学院
  - ビジュアルアーツ専門学校
  - 大阪ビジネスカレッジ専門学校
  - 大阪観光専門学校
- 九州安達学園
  - 専門学校九州デザイナー学院
  - 専門学校九州ビジュアルアーツ
  - 専門学校九州スクール・オブ・ビジネス
  - 九州観光専門学校